# Улица Шостаковича (Самара)
Улица Шостако́вича — короткая улица в Ленинском районе города Самары. Названа в 2006 году в честь композитора Д. Д. Шостаковича. Начинается от улицы Куйбышева и площади Чапаева, пересекает улицу Фрунзе, заканчивается на Чапаевской улице, упираясь в площадь Куйбышева. Проходит параллельно Вилоновской и Красноармейской улицам.

## История
До Октябрьской революции носила названия Почтовая, Столыпинская (с 11 мая 1912 года). До 25 сентября 2006 года являлась частью Рабочей улицы. Переименование части Рабочей улицы к западу от площади Куйбышева в улицу Шостаковича было приурочено к столетнему юбилею композитора и 65-летию завершения им Симфонии № 7 во время проживания на ней в эвакуации.

## Здания и сооружения
Улица в основном сохранила историческую застройку. Улица включена в официальные маршруты пешеходных экскурсий, разработанные к чемпионату мира по футболу 2018 года.
По нечётной стороне
- № 1 (угол с улицей Куйбышева, 157) — здание Общественного собрания (1914 г., архитектор Д. А. Вернер)
- № 3 —  бывший особняк Вальдемара, старшего сына фон Вакано  (1914 г., архитектор Д. А. Вернер)
- № 7 — гарнизонный Дом офицеров Самары (1930—1932 гг., архитектор П. А. Щербачёв)

По чётной стороне
- № 2 (угол с улицей Фрунзе, 167) — Дом губернатора («Белый дом»), 1915 г., архитектор П. В. Шаманский, перестроен в стиле конструктивизма в 1932 г., архитектор П. А. Щербачёв[4]. Позже обком КПСС, ныне Самарская государственная академия культуры и искусств
- № 4 (угол с Чапаевской улицей, 186) — здание Самарского ВХУТЕМАСА (1895 г., архитектор А. А. Щербачёв), где в 1921 г. работали художники С. Я. Адливанкин, Н. Н. Попов, Г. Г. Ряжский[5] С 1990 года в здании работает Самарская государственная областная академия (Наяновой).

## Транспорт
По улице не проходит общественный транспорт. Вблизи начала улицы находится остановка автобусов «Дворец пионеров», вблизи окончания — остановка «Площадь Куйбышева».